# Adobe Content Server
Adobe Content Server是一套是由Adobe Systems開發的伺服器解決方案，針對 Adobe Digital Editions 提供 PDF 數位保護和可重排的 EPUB 電子書與支援的行動裝置。 Adobe Content Server可以同時works in junction with ADEPT, Adobe's Content Server的hosted 版本。

## 系統需求
- Linux 或 Windows Server（32 或 64 位元）
- 1 GB 的可用記憶體
- 用於服務與資源的 50 MB 的硬碟空間；針對每項交易履行記錄需 2K 的額外磁碟空間
- 支援 SQL、Microsoft SQL Server、Oracle 和 MySQL
- Java 1.5 或以上
- Servlet 引擎
- SSL 用戶端（用於與簽章伺服器通訊）